# Yrjö O. Alanen
Yrjö Olavi Alanen (ur. 31 stycznia 1927 w Kurikka, zm. 26 grudnia 2022) – fiński lekarz psychiatra.
Tytuł doktora medycyny otrzymał na Uniwersytecie Helsińskim w 1952 roku, następnie specjalizował się w psychiatrii. W 1968 mianowany profesorem psychiatrii na katedrze Uniwersytetu w Turku. Kierował też kliniką psychiatrii w Turku. W 1990 przeszedł na emeryturę.
Alanen stworzył systemowe podejście do leczenia schizofrenii. Najważniejsza jego praca, monografia Schizophrenia – Its Origins and Need-Adapted Treatment, została przetłumaczona na angielski, niemiecki, polski i hiszpański.

## Publikacje
- The mothers of schizophrenic patients. Helsinki, 1958
- The family in the pathogenesis of schizophrenic and neurotic disorders. Acta Psychiatr Scand Suppl. 190, ss. 1-654, 1966
- Schizophrenia: its origins and need-adapted treatment. Karnac Books, 1997 ISBN 1-85575-156-9
  - tłum. Jacek Bomba. Schizofrenia: jej przyczyny i leczenie dostosowane do potrzeb. Instytut Psychiatrii i Neurologii, 2000 ISBN 83-85705-50-3
  - tłum. Schizophrenie. Entstehung, Erscheinungsformen und die bedürfnisangepaßte Behandlung. Klett-Cotta, 2001
  - tłum. La Esquizofrenia. Sus orígenes y su tratamiento adaptado a las necesidades del paciente. H. Karnak, Londres 2003
- Vulnerability to schizophrenia and psychotherapeutic treatment of schizophrenic patients: towards an integrated view (1997)[2]